# Fritz Preiss (Maler)
Fritz Alexander Rudolf Preiss, alternativ Preiß geschrieben, (* 9. Oktober 1883 in Stettin; † 31. August 1973) war ein deutscher Kunstmaler. Neben seiner Arbeit engagierte er sich für die sozialen Belange der Kunstschaffenden.

## Leben
Fritz Preiss war Sohn des Stettiner Kaufmanns Carl Anton Preiss und seiner Ehefrau Anna Rosalie Preiss geb. Kukulus. 1909 heiratete er in Berlin die Kaufmannstochter Berta Maria Margarete Oertelt (1882–1969). Schon in jungen Jahren fühlte er sich zur Malerei hingezogen und besuchte die Unterrichtsanstalt des Kunstgewerbemuseums Berlin. An der Pariser Académie Julian erweiterte er seine malerischen Fähigkeiten.
Im Hinblick darauf, dass gerade nach dem Ersten Weltkrieg wenige bildende Künstler wirtschaftlich in geordneten bürgerlichen Verhältnissen leben konnten, engagierte sich Fritz Preiss für die sozialen Belange der Kunstschaffenden. Ab 1913 war er am Aufbau des ersten Wirtschaftsverbandes bildender Künstler beteiligt. Es kam zur Gründung einer Einkaufsgenossenschaft und zu einer Zusammenarbeit mit den Schauspielern der „Bühnengenossenschaft“. Die Veranstaltung des Künstlerfestes „Maske und Palette“ hatte eine erhebliche publizistische Resonanz zur Folge. Diese führte unter Otto Marcus zur Gründung einer Vielzahl wirtschaftlicher Künstlerverbände im Deutschen Reich. Preiss war leitendes Mitglied des Berliner Verbandes und Zeitzeuge des Umbaus des Kunstbetriebs durch die Nationalsozialisten. Nach dem Zweiten Weltkrieg war Preiss Mitglied im Schutzverband und Berufsverband bildender Künstler Berlins.